# Даимберт Пизанский
Даимбе́рт Пиза́нский (также известен как Дагобе́рт) (? — 1107) — первый архиепископ Пизы (1092—1107), патриарх Иерусалима в 1099—1102 и 1102—1107. Участник Первого Крестового похода.

## Биография

### Архиепископ Пизы
О ранних годах Даимберта практически ничего не известно. Судя по всему, он происходил из Священной Римской империи. Известно, что в 1085 году Везило, архиепископ Майнца и известный сторонник антипапы Климента III, рукоположил его в епископы Пизы.
В конце 1080-х годов Даимберт сблизился со сторонниками Папы Урбана II, в частности, с графиней Матильдой Тосканской. В 1088 году Урбан II лишил его епископства как незаконно полученного, однако тут же вернул ему сан. Это вызвало протест со стороны близких к Папе церковников, не доверявших Даимберту из-за его связей с приверженцами антипапы Климента. Несмотря на это, епископ Пизанский был утверждён в сане и принимал значительное участие в общественной жизни города. В 1092 году Урбан сделал его первым архиепископом Пизы.
Даимберт участвовал в соборе в Пьяченце, где вёлся спор об инвеституре, а также в Клермонском соборе, где активно поддержал идею Крестового похода. Вернувшись в Пизу, он начал распространять призывы к Крестовому походу и добился больших успехов.
В 1098 году он отправился к Альфонсо VI Кастильскому в качестве папского легата, чтобы оказать ему поддержку в борьбе с маврами.

### Участие в Первом Крестовом походе
В конце 1098 года Даимберт отплыл на Восток вместе с пиратским пизанским флотом из двухсот кораблей. Эта армада начала грабить византийские владения; пизанцы под командованием Даимберта разорили Корфу, Кефалинию и Самос. Алексей I Комнин направил против них крупную флотилию под началом Татикия, и пираты-крестоносцы были вынуждены отплыть в Сирию.
Там пизанцы объединились с армией Боэмунда Тарентского, осаждавшего в то время Латакию. Даимберт предложил лидеру норманнов помощь; тот согласился, и пизанский флот перекрыл гавань города. Осада почти увенчалась успехом, когда к стенам Латакии явился претендовавший на власть над нею Раймунд Тулузский, потребовавший у Боэмунда отступить. Даимберт взял на себя ведение переговоров между двумя крестоносными вождями, ловко перенеся всю ответственность за нападение на Боэмунда, принёс Раймунду извинения и снял блокаду с порта.

### Патриарх Иерусалимский

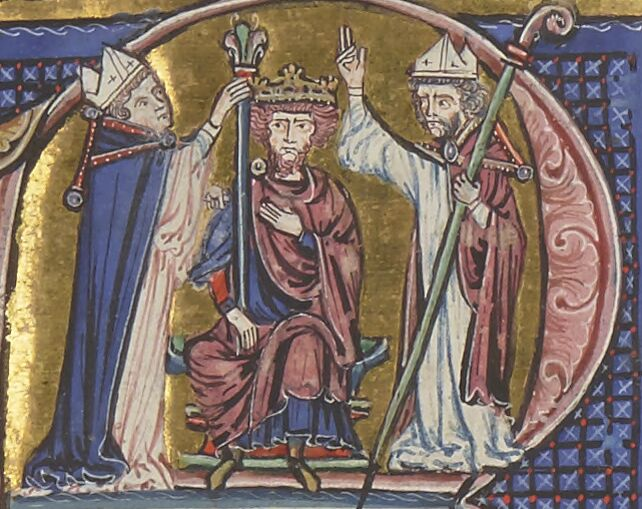
Даимберт коронует Балдуина I Иерусалимского

Присоединившись к армии Боэмунда, Даимберт 21 декабря 1099 года прибыл в Иерусалим, где благодаря поддержке норманнских крестоносцев и подкупу некоторых клириков получил сан патриарха Иерусалимского, сместив непопулярного Арнульфа де Роола. Вокруг Даимберта сформировалась партия властолюбивых церковников, стремившихся взять на себя управление молодым Иерусалимским королевством. Он беззастенчиво диктовал свои условия Готфриду Бульонскому, который фактически уступил ему верховную власть. В частности, как указывает Жан Ришар, Даимберт рассматривал Иерусалим исключительно как собственную вотчину, как «церковный» город, над которым не может быть власти у светских владетелей.
2 февраля 1100 года, уступив настояниям патриарха, Готфрид Бульонский передал ему половину Иерусалима, а также пообещал отдать Яффу. Алчность Даимберта и его стремление к неограниченной власти привели к тому, что в оппозицию к нему перешла часть духовенства во главе с экс-патриархом Арнульфом.
После смерти Готфрида Даимберт вступил в борьбу с его наследником Балдуином, пытаясь передать права на иерусалимскую корону своему давнему союзнику Боэмунду Тарентскому, однако взятие Боэмунда в плен разрушило его планы, и он был вынужден признать своё поражение. Жалобы на поведение Даимберта привели к тому, что папский легат Морис изгнал его из Иерусалима и лишил сана (решение об этом было принято на специальном соборе в 1102 году). Опальный патриарх нашёл убежище в Антиохии, где в то время правил племянник Боэмунда Танкред Тарентский.
По настоянию Танкреда Даимберту возвратили сан патриарха, а выборы его преемника Эвремара де Терруана признали недействительными. В 1102 году он лично обратился за подтверждением своих полномочий к Папе и был окончательно утверждён в своей должности. Даимберт умер в Мессине в 1107 году.